# نیر
نیر یکی از شهرهای استان اردبیل ایران است. این شهر در ۳۰ کیلومتری شهر اردبیل، ۲۰ کیلومتری شهر سرعین و ۴۵ کیلومتری شهر سراب واقع شده است.

## جاذبه‌های گردشگری
این شهر دارای چشمه‌های آب متعدد است که معروفترین آن تفرجگاه بولاغلار است. از جمله جاذبه‌های دیگر شهر نیر وجود آبگرم‌های متعدد با خاصیت درمانی است که معروفترین آنها سقزچی، گل، قینرچه و برجلو هستند که درجه حرارت بعضی از آنها تا ۵۶ درجه سانتیگراد نیز ثبت شده است و جهت درمان امراض پوستی مفید تشخیص داده شده است.
مناطق زیر از جمله مکانهای باستانی نیر ند:
- مجموعه آبگرم قینرجه و بوشلی سویی در روستای برجلو و میجمیر
- امامزاده امامقل قل ابن میجمیر
- کاروانسرای شاه عباسی (اردبیل) در گردنه سائین نیر
- سنگ نوشته‌های اورارتویی
- آتشکده‌های باستانی
- تپه‌ها و قبور باستانی
- غارهای باستان قیرمزی کورپی (پل قرمز)
- گورستان باستانی و غارهای مسکونی باستانی در روستای ابوذر
- گورستان قره شیران
- آبگرم قره شیران
- چشمه‌های بهشتی بولاغلار
- غار تفریحی عمو جعفر
- سد یامچی
- استخر عباسلو
- قلعه بوینی یوغون در روستای کورعباسلو
- تپه باستانی چالاقان
- روستای توریستی ایلانجیق (ولیعصر)

## تاریخ
بنا به نوشته بلاذری: «نیر دیهی بود و کوشک کهنه و درهم شکسته‌ای داشت. مرّبن عمر موصلی طایی در آنجا فرود آمد و بنیاد نهاد و پسرانش را در آن سکنی داد که به ظن قوی، اینان کوشکهایی در آن قریه بنا کردند و به صورت شهری درآوردند که احتمالاً باید همان قریه نیر باشد؛ و بازار جابروان را بنیاد نهاده، برزگش ساختند.» یکی از پسران مرّبن علی از سرکشان آذربایجان بود و در سال ۲۱۲ هجری محمد بن حمید طوسی او را دستگیر ساخته به بغداد فرستاد ولی او بار دیگر به آذربایجان برگشته و به حکمرانی خود پرداخت ابن خردادبه در کتاب مسالک و ممالک (تألیف سالهای ۲۳۰–۲۳۴) او را خداوند جابروان و نیریز می‌خواند. جابروان یکی از شهرهای آذربایجان بوده و یاقوت حموی می‌نویسد که در نزدیکی نریز (نیر فعلی) بوده ولی از بلاذری نقل شده که در نریز و در نزدیکیهای اردبیل بوده است. در دوره حکومت ترکان آق قویونلو نیر از اهمیت فراوانی برخوردار بوده در قسمت شمالی این شهر دهستان و مدفن سلطان دورسونخواجه یکی از سلاطین آق قوینولو قرار دارد.
طبق اظهار نظر مطلعین نام اصلی آن نرسی بوده است و چنین مشهور است که نرسی پادشاه مشهور ساسانی آن را آباد کرده است. این نام در نوشته‌های قدیمی این شهر دیده شده است.

## جشنواره آش
همه ساله در مرداد ماه جشنواره آش‌های محلی درمنطقه بولاغلار برگزار می‌شود که سبب حضور جمعیت کثیری از مسافران و شرکت کنندگان در مسابقه می‌شود. در این جشنواره فرهنگی و هنری انواع آش‌های ایرانی و محلی استان اردبیل از قبیل آیران آشی (آش دوغ)، گیلدیک آشی (آش نسترن وحشی)، اریشته آشی (آش رشته)، آش کشک، آش گوجه، اوماج آشی، سوتلی آش (آش شیر)، آش دیشتیک، آش میوه، یاوان آش، آش حلیم، آش کلم، سوپ، خشیل (کاچی)، یارما آشی، آش آبغوره، آش ماست چکیده، آش جو، آش شله قلمکار، آش کشک، شله زرد و ایمام آشی (آش امام) تهیه و عرضه می‌شود.

## تولیدات و صنایع
سوغات مهم این شهر کره و پنیر و عسل و سرشیر است همچنین فرش و گلیم بافی دستی در میان زنان منطقه رایج است. 